# Улица Набережная реки Уфы
Улица Набережная реки Уфы — улица, расположенная в Октябрьском районе Уфы, в жилом массиве Сипайлово.
Улица расположилась по набережной всего района Сипайлово. Начинается около микрорайона Тужиловка, заканчивается возле моста, через Лихачёвской залив на реке Уфа.

## История
В 1978 году было начато возведение крупного жилого массива с населением до 150 тысяч человек. Земля под будущим районом Сипайлово находилась в затопляемой болотистой зоне, для строительства высотных домов был произведён намыв грунта земснарядами. Так же для защиты района от паводков и наводнений вдоль берега было создано защитное сооружение, представляющее собой песчано-гравийную насыпь в виде пятикилометровой защитной противопаводковой дамбы.
Грунтовая дорога по дамбе получила своё настоящее название улицы. Вдоль берега было построено много высотных панельных домов, школ, садиков. Долгое время дамба была не облагорожена, не асфальтирована. Во время весенних паводков частично разрушалась. Только в 2007 году начались работы по укреплению дамбы, бетонированию, созданию дорог для автомобилей и прогулочных зон. На данный момент улица почти полностью асфальтирована, имеются прогулочные зоны двух-трёх уровней, освещена. Работы по благоустройству ведутся по настоящий день.
Нумерация домов по улице Набережная реки Уфы запутана.

## Инфраструктура
Вдоль всей улицы находятся жилые многоэтажные дома. Имеется много социальных объектов: детские сады, школы, аптеки, магазины, кафе. Есть пляжи.